# Mau arabe
Le mau arabe est une race de chat originaire de la péninsule Arabique. Ce chat de taille moyenne est caractérisé par ses origines ancestrales.

## Origines
Le mau arabe est une race naturelle mais qui n'a été reconnue qu'en 2009.
Ces chats occupent la péninsule arabique depuis des milliers d'années, vivant dans les déserts et aux abords des hameaux. Ces chats ont été forgés par les conditions climatiques extrêmes des pays du Golfe et sélectionnés naturellement.
Avec le développement économique et démographique de ces pays, les villes se sont peu à peu construites et les chats du désert se sont rapprochés des zones habitées à la recherche de nourriture. Ces chats des rues ont longtemps été ignorés par les habitants leur préférant des chats de race plus populaires.
En 1995, une Allemande nommée Petra Müller et expatriée aux Émirats arabes unis recueillit ces chats et mit au point un programme d'élevage après quelques années. Les quatre dernières générations ont été suivies dans le but d'une reconnaissance de la race par les diverses associations félines. En novembre 2007, 18 chats issus de ces quatre dernières générations ont été présentés à un jury de la WCF qui a effectivement constaté la présence d'un physique commun à tous ces chats et propre à cette nouvelle race, désormais appelée mau arabe.
Officiellement, c'est au 1er janvier 2009 que le mau arabe a été accepté comme "nouvelle race" par la WCF. Les autres associations félines ne la reconnaissent pas encore.

## Standards

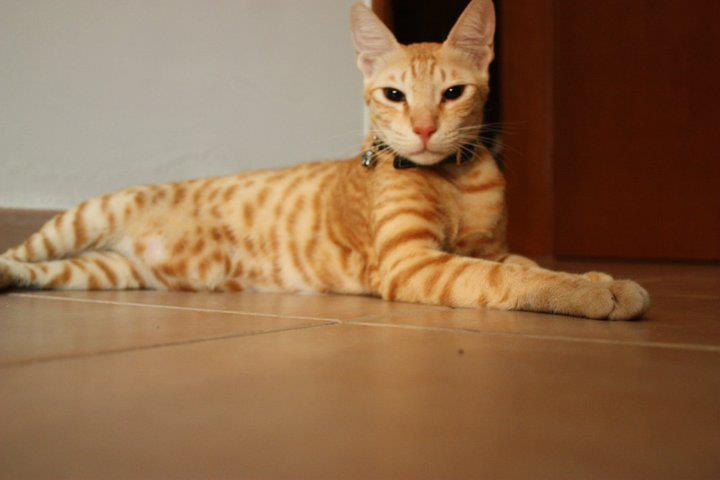
Un mau arabe red spotted tabby.

Le mau arabe est un chat de taille moyenne et à l'apparence plutôt compacte. Son physique doit représenter celui des chats vivants naturellement dans la péninsule arabe et ne doit donc pas aller trop dans les extrêmes. Les mâles sont plus grands que les femelles
Le mau arabe est haut sur pattes et très musclé. Les pattes sont donc longues et les pattes ovales. La queue est d'une longueur moyenne et avec un bout effilé.
La tête semble ronde mais elle est légèrement plus longue que large et le museau est bien visible. Le profil est légèrement courbe avec un menton marqué. Les yeux sont de forme ovale et doivent donner l'impression que le chat est alerte. Leur couleur doit être assortie à celle de la robe. Les oreilles sont grandes et placées légèrement de côté de la tête. 
La fourrure est courte, sans sous-poil et près du corps. Au toucher, la fourrure ne doit pas sembler trop douce, trop soyeuse, elle doit être plutôt ferme. Chez les chatons, une fourrure douce est tolérée. 
Les robes autorisées sont les suivantes : blanc solide, noir solide, noir bicolore, brun et gris mackerel tabby (avec ou sans blanc).

## Liens avec les autres races
Il existe deux homonymes du mau arabe, aucun croisement n'a jamais été effectué entre ces trois races :
- Au Royaume-Uni, une race « mau » a été développée : elle devait ressembler aux chats représentés dans l'Égypte antique et avait un corps allongé, de type longiligne, avec un pelage brown spotted tabby : le « mau britannique » brown spotted tabby est à présent inclus dans le standard de l'oriental shorthair[1].
- La race mau égyptien est une race naturelle créée à partir de chats d’Égypte, dont la robe la plus célèbre est le silver spotted tabby[1].

## Caractère
Le Mau Arabe a souvent un tempérament indépendant mais a besoin d’affection.

### Sources
- La présentation du mau arabe par la WCF
- (en) La page consacrée au mau arabe sur le site de la Middle East Cat Society